# Festival de Cinema de Nova Iorque
O Festival de Cinema de Nova Iorque (em inglês:  New York Film Festival, conhecido pela sigla NYFF) é um dos festivais de cinema dos Estados Unidos da América, cuja primeira edição teve lugar em 1963 em Nova Iorque.